# Coupe de la Barbade de football
La Coupe de la Barbade de football (Barbados FA Cup en anglais) est une compétition de football créée en 1910.

## Palmarès

### Par édition
- 1910 : Kensington Rovers
- 1911 : Kensington Rovers
- 1912 : Kensington Rovers et Harrison College (titre partagé)
- 1913 : Harrison College
- 1914 : Kensington Rovers
- 1915 : Kensington Rovers
- 1916 : Kensington Rovers
- 1917 : Kensington Rovers
- 1918 : Kensington Rovers
- 1919 : Kensington Rovers
- 1920 : Harrison College
- 1921 : Kensington Rovers
- 1922 : Kensington Rovers
- 1923 : Harrison College
- 1924 : Empire
- 1925 : Empire
- 1926 : Empire
- 1927 : Spartan
- 1928 : Empire
- 1934 : Kensington Rovers
- 1947-1948 : Everton
- 1949 : Spartan
- 1950 : Spartan 6-1 Everton
- 1952 : Carlton 1-0 Barbados Friendly Football Association
- 1960 : Everton
- 1962 : Everton
- 1966 : titre non attribué
- 1967 : New South Wales FC 5-0 Spartan
- 1969 : New South Wales FC par forfait Notre Dame SC
- 1970 : New South Wales FC
- 1972 : New South Wales FC
- 1975 : New South Wales FC
- 1982 : Notre Dame SC
- 1984 : Weymouth Wales FC
- 1986 : Everton ?? Pinelands
- 1987 : Weymouth Wales FC
- 1989 : Pinelands ?? COW All Stars
- 1990 : Everton ?? Paradise FC
- 1993 : Pride of Gall Hill FC ?? Weymouth Wales FC
- 1994 : Barbados Defence Force
- 1995 : Pride of Gall Hill FC 5-1 Benfica
- 1996 : Paradise FC ?? Barbados Defence Force
- 1997 : Notre Dame SC 1-0 Paradise FC
- 1998 : Pride of Gall Hill FC 1-0 Notre Dame SC
- 1999 : Paradise FC ?? Pride of Gall Hill FC
- 2000 : Paradise FC 2-1 Notre Dame SC
- 2001 : Notre Dame SC 1-0 Youth Milan FC
- 2002 : Youth Milan FC 2-1 Notre Dame SC
- 2003 : Paradise FC 1-0 b.o. Weymouth Wales FC
- 2004 : Notre Dame SC 3-2 Silver Sands
- 2005 : Paradise FC 3-1 Barbados Defence Force
- 2006 : Pride of Gall Hill FC 2-1 a.p. Paradise FC
- 2007 : Brittons Hill FC 5-1 Eden Stars
- 2008 : Notre Dame SC 2-1 a.p. Weymouth Wales FC
- 2009 : Youth Milan FC 2-1 a.p. Paradise FC
- 2010 : Notre Dame SC 4-0 Ellerton FC
- 2011 : Weymouth Wales FC 1-0 Cosmos
- 2012 : Barbados Defence Force 4-3 a.p. Brittons Hill FC
- 2013 : Rendezvous FC 6-1 Brittons Hill FC
- 2014 : Weymouth Wales FC 1-0 Barbados Defence Force
- 2015 :  Barbados Defence Force 2-1 Rendezvous FC
- 2016 : Weymouth Wales FC 4-1 a.p. Rendezvous FC
- 2017 : Weymouth Wales FC 1-0 a.p. Paradise FC
- 2018 : Paradise FC 2-1 Barbados Defence Force
- 2019 : Weymouth Wales FC 2-1 Barbados Defence Force

### Par club
| Club                   | Nombre de titres | Années                                                                 |
| ---------------------- | ---------------- | ---------------------------------------------------------------------- |
| Kensington Rovers      | 12               | 1910, 1911, 1912, 1914, 1915, 1916, 1917, 1918, 1919, 1921, 1922, 1934 |
| Weymouth Wales FC      | 12               | 1967, 1969, 1970, 1972, 1975, 1984, 1987, 2011, 2014, 2016, 2017, 2019 |
| Notre Dame SC          | 6                | 1982, 1996, 1999, 2000, 2003, 2005                                     |
| Paradise FC            | 6                | 1996, 1999, 2000, 2003, 2005, 2018                                     |
| Everton                | 5                | 1947-1948, 1960, 1962, 1986, 1990                                      |
| Empire                 | 4                | 1924, 1925, 1926, 1928                                                 |
| Pride of Gall Hill FC  | 4                | 1924, 1925, 1926, 1928                                                 |
| Harrison College       | 4                | 1912, 1913, 1920, 1923                                                 |
| Barbados Defense Force | 3                | 1994, 2012, 2015                                                       |
| Spartan                | 3                | 1927, 1949, 1950                                                       |
| Youth Milan FC         | 2                | 2002, 2009                                                             |
| Carlton                | 1                | 1952                                                                   |
| Pinelands              | 1                | 1989                                                                   |
| Brittons Hill FC       | 1                | 2007                                                                   |
| Rendezvous FC          | 1                | 2013                                                                   |